# Aldo Cavero
Aldo Cavero (Lima, 24 ottobre 1971) è un ex calciatore peruviano, di ruolo centrocampista.

## Carriera

### Club
Ha giocato nella prima divisione peruviana.

### Nazionale
Ha partecipato alla Copa América 1997.